# Цуркан Ілля Сергійович
Ілля Сергійович Цуркан (нар. 17 квітня 2002, Тернівка, Україна) — український футболіст, центральний півзахисник «Скала-1911» (Стрий) .

## Життєпис
Народився в місті Тернівка Дніпропетровської області. У юнацькому чемпіонаті Дніпропетроської області та ДЮФЛУ з 2014 по 2020 рік виступав за «Інтер» (Дніпро) та ФК «Петриківка». Також з 2019 по 2020 рік виступав за «Петриківку» у чемпіонаті Дніпропетровської області, де провів 10 матчів. На початку вересня 2020 року перебрався до «Інгульця», де виступав за юнацьку та молодіжну команду клубу. Вперше до заявки першої команди потрапив 18 серпня 2021 року, на нічийний (1:1) домашній матч 4-го туру Прем'єр-ліги України проти київського «Динамо». Ілля просидів усі 90 хвилин на лаві запасних. У сезоні 2021/22 років двічі потрапляв до заявки головної команди «Інгульця» на матчі Прем'єр-ліги та на 1 поєдинок кубку України, але в усих випадках залишався на лаві запасних.
Наприкінці серпня 2022 року відправився в оренду до «Скорука». У футболці томаківського клубу дебютував 27 серпня 2022 року в нічийному (1:1) виїзному поєдинку 1-го туру групи Б Першої ліги України проти «Чернігова». Цуркан вийшов на поле в стартовому складі, на 45-й хвилині отримав жовту картку, а на 74-й хвилині його замінив Данило Боженар. У сезоні 2022/23 років провів 17 матчів у Першій лізі України. Наприкінці червня 2023 року повернувся до «Інгульця», але за команду більше не грав і незабаром залишив її.
У середині липня 2023 року перейшов до ЮКСА.